# Мес
Мес — река, протекающая по Люксембургу. Левый приток реки Альзет.
Река берёт начало у населённого пункта Шувайлер на высоте 352 м. Течёт на юго-восток. Впадает в реку Альзет около населённого пункта Бержем. Длина реки составляет около 11 км.
Протекает через населённые пункты Рекканж-сюр-Мес и Понтпьер. Имеет ряд небольших притоков.